# Дати за старим і новим стилем
Старий стиль та новий стиль вказують на системи датування до та після зміни календаря, відповідно, що означав зміну юліанського календаря на григоріанський, який був прийнятий у різних європейських країнах між 1582 та 1923 роками.
В Англії, Уельсі, Ірландії та американських колоніях Британії відбулися дві зміни календаря, обидві в 1752 році. Перша змінила початок нового року з 25 березня (День Леді, свято Благовіщення) на 1 січня, зміну, яку Шотландія провела в 1600 році. У другому випадку відмовилися від юліанського календаря на користь григоріанського, пропустивши для цього 11 днів у вересні.  Щоб врахувати обидві зміни календаря, автори використовували подвійне датування, щоб ідентифікувати певний день, даючи його позначення, відповідно до обидвох стилів датування.
Для таких країн, як Російська імперія, де не було коригування початку року.

## Британія та її колонії або володіння

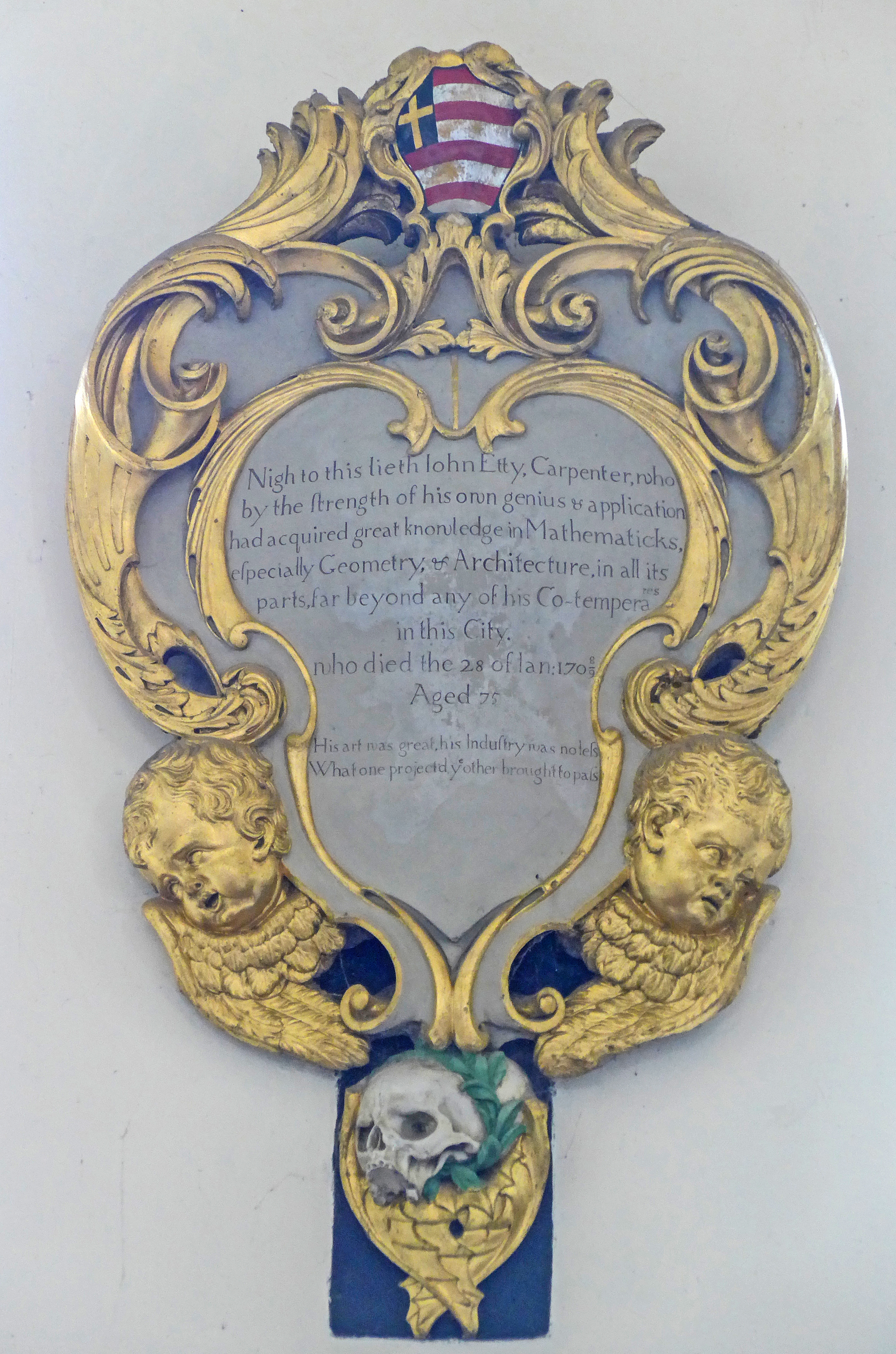
Меморіальна дошка Джону Етті в церкві Всіх Святих, Норт-стріт, Йорк, із зазначенням дати його смерті «28 січня: 170 8/9» (року)

У Королівстві Велика Британія та його володіннях Закон про календар (новий стиль) 1750 року запровадив дві одночасні зміни до календаря. Перша, яка стосувалася Англії, Уельсу, Ірландії та британських колоній, змінила початок року з 25 березня на 1 січня з «наступного дня після 31 грудня 1751 року»  (Шотландія вже внесла такі зміни 1 січня 1600 р.) Друга (фактично) прийняла григоріанський календар замість юліанського календаря. Таким чином, «новий стиль» може означати або коригування початку року, або прийняття григоріанського календаря, або поєднання того й іншого одночасно.

### Коригування на початок року
Під час запису британської історії зазвичай цитують дату, яка була спочатку записана на час події, але з номером року, скоригованим таким чином, щоб починатися з 1 січня. Останнє коригування може знадобитися через те, що початок цивільного календарного року не завжди був 1 січня та був змінений у різний час у різних країнах.  З 1155 по 1752 рік цивільний або юридичний рік в Англії починався 25 березня (День леді);  тому, наприклад, страта Карла I була записана в парламенті як 30 січня 1648 року (за старим стилем). У новіших текстах англійською мовою ця дата зазвичай відображається як «30 січня 1649» (новий стиль). Відповідною датою в григоріанському календарі є 9 лютого 1649 року, дата, до якої його сучасники в деяких частинах континентальної Європи зафіксували б його страту.
Позначення «старий сталь» / «новий стиль» особливо актуальне для дат, які припадають на період між початком «історичного року» (1 січня) та офіційною датою початку, якщо вони відрізняються. Так сталося 25 березня в Англії, Уельсі, Ірландії та колоніях до 1752 року та до 1600 року в Шотландії.
У Великій Британії 1 січня відзначали як свято Нового року ще з XIII століття, незважаючи на те, що зареєстрований (цивільний) рік починався 25 березня, , але «рік, який починався 25 березня, називався цивільним або юридичним роком, хоча частіше використовувалася фраза „за старим стилем“». Щоб зменшити непорозуміння щодо дати, навіть у напівофіційних документах, таких як парафіяльні книги, вважали за доцільне, розміщувати статутний заголовок нового року після 24 березня (наприклад, «1661»), а інший заголовок — з кінця наступного грудня 1661/62. Така форма подвійного датування вказує на те, що протягом наступних дванадцяти тижнів або близько того рік був 1661-им за старим стилем, але 1662-й — за новим стилем. Деякі більш сучасні джерела, часто більш академічні (наприклад, «Історія парламенту») також використовують принцип 1661/62 для позначення періоду між 1 січня та 24 березня за роки до введення календаря за новим стилем у Англії.

### Прийняття григоріанського календаря

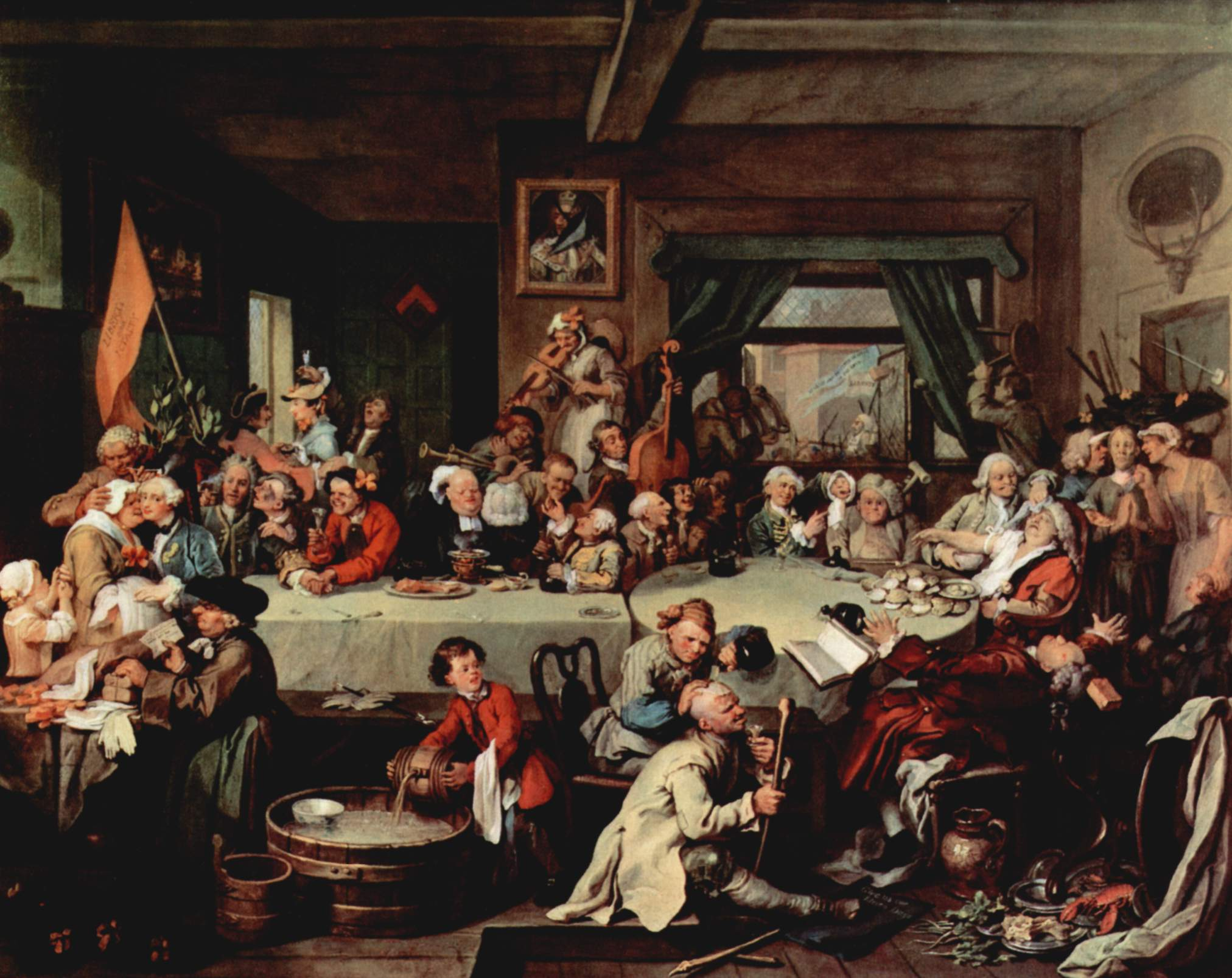
Картина Вільяма Хоґарта: Гумор про вибори (бл. 1755), яка є основним джерелом для «Дайте нам наші одинадцять днів».

Завдяки прийняттю Закону про календар (новий стиль) 1750 року Королівство Великої Британії, Ірландське королівство та Британська імперія (включаючи більшу частину території, яка зараз є східною частиною США та Канади) прийняли григоріанський календар у 1752 році, врахувавши, таким чином, 11 днів. Після середи 2 вересня 1752 року відразу настав четвер 14 вересня 1752 року. Твердження про те, що бунтівники вимагали «Дайте нам наші одинадцять днів», виникли через неправильне тлумачення картини маляра Вільяма Хоґарта.

## Інші країни
Починаючи з жовтня 1582 року в католицьких країнах григоріанський календар було введено замість юліанського. Ця зміна була впроваджена згодом у протестантських та православних країнах, як правило, значно пізніше і, в останньому випадку, лише як цивільний календар. Отже, коли зустрічається поєднання старого та нового стилю, не обов'язково мається на увазі дата прийняття Великою Британією. Зміна «початку року» та зміна календарної системи не завжди приймалися одночасно. Подібним чином цивільне та релігійне установлення могло не відбутися одночасно або навіть узагалі. У випадку країн Східної Європи, наприклад, усі ці припущення були б невірними. Більшість країн Європи та їхніх колоній офіційно прийняли 1 січня як Новий рік трохи раніше, ніж вони прийняли григоріанський календар.

### Франція
У грудні 1582 року Франція прийняла григоріанський календар. Влада Франції змінила початок нового року на 1 січня з 1564 року. Раніше новий рік у Франції починався в різні дні: на Різдво, Великдень або 25 березня (День Леді). 

### Греція
Інші країни східного православ'я зрештою прийняли григоріанський або новий стиль для своїх цивільних календарів, але більшість із них продовжує використовувати юліанський календар у Церкві. Останньою це зробила Греція в 1923 році. В історії сучасної Греції існує 13-денна різниця між датами за старим і новим стилем.

### Румунія
Румунія офіційно прийняла григоріанський календар 1 квітня 1919 року, який оголосив наступний день 14 квітня 1919 року. У 2019 році Національним банком Румунії відзначили 100-річчя цієї події, випустивши пам'ятну монету номіналом 10 срібних лей.

### Російська імперія
У Росії григоріанський календар почав використовуватися на початку 1918 року, коли після 31 січня 1918 року відразу наступило 14 лютого 1918 року. Тобто, з 1 березня 1900 року між датами юліанського та григоріанського календарів існувала 13-денна різниця.
В англомовних виданнях зазвичай використовують знайомі терміни старого стилю та / або нового стилю для обговорення подій і особистостей в інших країнах, особливо стосовно країн колишньої Російської імперії та перших років радянської Росії. Наприклад, у статті «Жовтнева (листопадова) революція» Британіка використовує формат «25 жовтня (7 листопада за новим стилем)» для опису дати початку революції.

### Швеція та Фінляндія
У Швеції та Фінляндії, яка тоді була частиною Швеції, григоріанський календар був введений з 1 березня 1753 року. Тоді різниця між двома календарями становила 11 днів, отже наступного дня після 17 лютого було позначено відразу 1 березня, а отже, одинадцять днів з 18 по 28 лютого 1753 року ніколи не було у Швеції.
У 1700 році була спроба поступового впровадження григоріанського календаря в Швеції. Цей план полягав у тому, щоб не враховувати всі високосні дні з 1700 по 1740 рік і таким чином зменшувати різницю між календарями кожні чотири роки. Однак після вдалого початку календарної реформи в 1700 році через Велику Північну війну шведська влада знехтувала пропуском високосних днів у 1704 та 1708 роках. Як наслідок, Швеція мала свій власний календар у той період, який називався шведським календарем, і, згідно з цим планом, лише з 1748 року шведський календар мав збігатися з григоріанським. Усе це змусило Карла XII у 1711 році ухвалити рішення, що в лютому 1712 року країна повернеться до старого календаря. Це було зроблено шляхом додавання додаткового високосного дня після звичайного того року: п'ятниця, 30 лютого 1712 року, так званий tillökningsdag (позаштатний день). Минув ще 41 рік, перш ніж у Швеція ліквідували розходження.
Коли 17 вересня 1809 року за Фредріксгамнським мирним договором Велике князівство Фінляндське увійшло до складу Російської імперії, Фінляндія повернулася до юліанського календаря відповідно до законодавства цієї імперії. У результаті дати в певних контекстах часто використовувалися як за старим, так і за новим стилем.

### Америка
Європейські колонії в Америці прийняли календар за новий стилем, коли це зробили на їхній батьківщині. На території, яка зараз є континентальною частиною Сполучених Штатів Америки, на території французьких та іспанських володінь зробили це приблизно на 130 років раніше, ніж у британських колоніях. На практиці, однак, більшість збережених письмових записів на території, яка зараз йменується Канадою та США, Закон про британський календар 1751 року застосовувався за двадцять чотири роки до проголошення США незалежності. Джерела, що свідчать про територію сучасної Канади (Нова Франція) свідчать про запровадження календаря за новий стилем, оскільки Франція прийняла його в 1582 році. Така ж логіка подій стосується і Карибських островів.
На Алясці зміни відбулися після того, як США купили Аляску у Російської імперії. За п'ятницею, 6 жовтня 1867 року, прийшла п'ятниця, 18 жовтня. Замість 12 днів було пропущено лише 11, а день тижня повторювався в наступні дні, тому що в той же час Міжнародна лінія зміни дат була переміщена від східного кордону Аляски з Юконом до її нового західного кордону, тепер з Росією.

## Перенесення дат історичних подій і можливі конфлікти дат

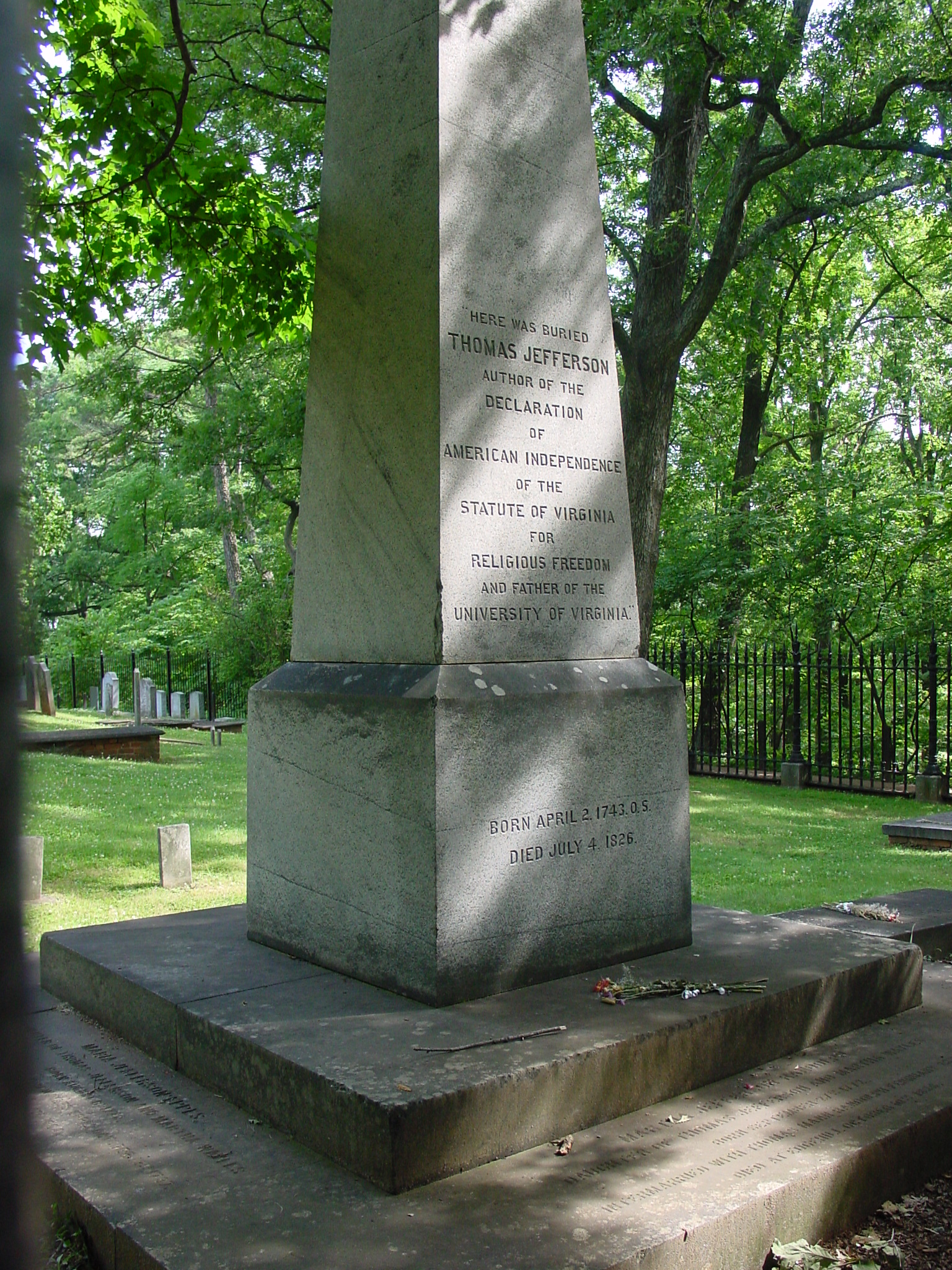
Надгробок Томаса Джефферсона. Під епітафією написано: «Народився 2 квітня 1743. Помер О. С. 4 липня 1826».

Зазвичай зіставлення дат нового стилю з датами старого стилю з коригуванням початку року приводить до невеликої плутанини для подій до введення григоріанського календаря. Наприклад, добре відомо, що битва під Азенкуром відбулася 25 жовтня 1415 року, в день святого Кріспена. Однак у період між упровадженням григоріанського календаря 15 жовтня 1582 року та його впровадженням у Великій Британії 14 вересня 1752 року може виникнути значна плутанина між подіями в континентальній Західній Європі та на британських територіях. Події в континентальній Західній Європі зазвичай описуються в англомовних джерелах за григоріанським календарем. Наприклад, день битви під Бленхеймом завжди вказується як 13 серпня 1704 року. В той же час, король Англії Вільгельм III прибув до Бріксема в Англії 5 листопада (за юліанським календарем), після того, як він відплив із Нідерландів 11 листопада (за григоріанським календарем) 1688 року.
Битва на річці Бойн в Ірландії відбулася через кілька місяців, 1 липня 1690 року (за юліанським календарем). Це відповідає 11 липня (за григоріанським календарем), зручно близьким до юліанської дати наступної (і більш вирішальної) битви при Аугрімі 12 липня 1691 року (за юліанським календарем). Річниця останньої битви відзначалася щорічно протягом XVIII століття 12 липня, дотримуючись звичайної історичної конвенції про вшанування подій того періоду у Великій Британії та Ірландії шляхом прямого зіставлення юліанської дати з датою сучасного григоріанського календаря (як буває, для наприклад, з Ніччю Гая Фокса 5 листопада). Битва на Бойні, як правило, відзначалася меншими парадами 1 липня. Однак обидві події були об'єднані наприкінці XVIII століття і продовжують відзначатися в один день 12 липня.
Через відмінності британські дослідники та журналісти часто використовували обидві дати, що називається подвійним датуванням. Таким чином, щоб уникнути плутанини, листи, що стосувалися дипломатії та міжнародної торгівлі, іноді містили дати як за юліанським, так і за григоріанським календарями. Наприклад, сер Вільям Босвелл написав серу Джону Коуку з Гааги листа, датованого «12/22 грудня 1635 року». У біографії Джона Ді, Чарівника королеви, Бенджамін Вуллі припускає, що через те, що Ді безуспішно боровся за те, щоб Англія прийняла дату 1583/84, встановлену для зміни, «Англія залишалася поза григоріанською системою ще 170 років, дипломатична переписка протягом цього періоду зазвичай використовувала обидві дати». Навпаки, Томас Джефферсон, який жив у той час, коли Британські острови та колонії зрештою перейшли на григоріанський календар, заповів, щоб на його надгробку вказували дату його народження за юліанським календарем (позначається як старий стиль), а дату смерті — за григоріанським календарем. На момент народження Джефферсона різниця між юліанським та григоріанським календарями становила одинадцять днів, тому його день народження 2 квітня за юліанським календарем дорівнює 13 квітня за григоріанським календарем. Подібним чином тепер офіційно повідомляється, що Джордж Вашингтон народився 22 лютого 1732 року, а не 11 лютого 1731/32 (за юліанським календарем). Філософ Джеремі Бентам, який народився 4 лютого 1747/48 (за юліанським календарем), у пізніше відзначав свій день народження 15 лютого.
Є деякі докази того, що зміна календаря давалася нелегко. Багато британців продовжували святкувати свої свята «за старим стилем» навіть у XIX столітті. Ця практика, яку автор Карен Белленір вважала виявом глибокого емоційного опору реформі календаря.

## Відмінності між юліанськими та григоріанськими датами
Відмінність виникла внаслідок усвідомлення того, що правильна кількість днів у році не становить 365,25 (365 днів 6 годин), як передбачалося в юліанському календарі, а трохи менше (приблизно 365,242 дня): юліанський календар має занадто багато високосних років. Наслідком цього було те, що принцип обчислення дати Великодня, який було введено в IV столітті, не відповідав дійсності. Реформа григоріанського календаря також мала ліквідувати накопичених 10 днів відставання, що утворилася між 325 та 1582 роками, щоб встановити церковну дату рівнодення на 21 березня, як первісна дата його виникнення під час Першого Нікейського собору у 325 році.
Країни, які прийняли григоріанський календар після 1699 року, повинні були додавати ще один день для кожного наступного нового століття, через відставання юліанського календаря. На час реформи в Британській імперії в 1752 році, розрив зріс до одинадцяти днів. А коли на території Російської імперії було прийнято Григоріанський календар, як її цивільний календар у 1918 році, різниця зросла вже до тринадцяти днів.

## Інші позначення
Латинськими відповідниками, які вживаються в багатьох мовах, є, з одного боку, stili veteris (родовий) або stilo vetere (аблатив), скорочено st.v. і означає "(of/in) old style" (дослівно — старий стиль або ст. ст.); а з іншого — stili novi або stilo novo, скорочено н. ст. та означає "(of/in) new style". Латинські абревіатури можуть бути написані різними користувачами по-різному, наприклад, St.n. або St.N. для нового стилю. Існують еквіваленти цих термінів і в інших мовах, наприклад у німецькій a.St. (дослівно — «альтер Стиль» для ОС, тобто, старого стиля).